# Форнальс, Пабло
Пабло Форнальс Малья (исп. Pablo Fornals Malla, испанское произношение: [ˈpaβlo foɾˈnals]; род. 22 февраля 1996, Кастельон-де-ла-Плана) — испанский футболист, полузащитник клуба «Реал Бетис». Выступал за сборную Испании.

## Клубная карьера
Форнальс — воспитанник футбольной академии клуба «Малага». 26 сентября 2015 года в матче против мадридского «Реала» он дебютировал в Ла Лиге. 28 ноября в поединке против «Гранады» Пабло забил свой первый гол за «Малагу». 4 декабря в матче против «Валенсии» он сделал «дубль».
Летом 2017 года Форнальс перешёл в «Вильярреал», подписав пятилетний контракт. Сумма трансфера составила 12 млн евро. 21 августа в матче против «Леванте» он дебютировал за новую команду. 17 декабря в поединке против «Сельты» Пабло забил свой первый гол за «Вильярреал». 4 октября 2018 года в матче Лиги Европы против московского «Спартака» он отметился забитым мячом.
Летом 2019 года Форнальс перешёл в английский «Вест Хэм Юнайтед», подписав контракт на 5 лет с возможность продления ещё на сезон. Сумма трансфера составила 27 млн евро.
Поздно вечером 1 февраля 2024 года, в день закрытия зимнего трансферного окна, Форнальс согласился присоединиться к «Бетису» за, по слухам, гонорар в 6 миллионов евро. На следующий день сделка была официально подтверждена, а игрок подписал контракт до 2029 года.

## Международная карьера
29 мая 2016 года в товарищеском матче против сборной Боснии и Герцеговины Форнальс дебютировал за сборную Испании.
В 2019 году Форнальс в составе молодёжной сборной Испании выиграл молодёжный чемпионат Европы в Италии. На турнире он принял участие в матчах против команд Италии, Бельгии, Польши, Франции и Германии. В поединках против поляков и бельгийцев Пабло забил по голу.

## Достижения

### Клубные
«Вест Хэм Юнайтед»
- Победитель Лиги конференций УЕФА: 2022/23

### Международные
- Победитель молодёжного чемпионата Европы: 2019
- Финалист Лиги наций: 2020/21